# Coupe du Portugal de football 1960-1961
Navigation
1959-1960 1961-1962

La Coupe du Portugal de football 1960-1961 est la 21e édition de la Coupe du Portugal de football, considéré comme le deuxième trophée national le plus important derrière le championnat. 
La finale est jouée le 9 juillet 1961, au stade des Antas à Porto, entre le Leixões Sport Club et le FC Porto. Le Leixões SC remporte son premier trophée en battant le FC Porto 2 à 0. Le Leixões SC se qualifie pour la Coupe d'Europe des vainqueurs de coupe de football 1961-1962.

## Finale
| 9 juillet 1961 | Leixões Sport Club | 2 - 0   | FC Porto | Stade des Antas à Porto   |                           |
|                |                    | (0 - 0) |          | Arbitrage : Décio Freitas | Arbitrage : Décio Freitas |
|                | Feuille de match   |         |          | Arbitrage : Décio Freitas | Arbitrage : Décio Freitas |